# Charles Gorman
Charles Gorman, född 1897 och död 11 februari 1940, var en kanadensisk hastighetsåkare på skridskor. Han deltog vid olympiska spelet i Chamonix 1924 och i St Moritz 1928. Han kom sjua på 500 m, elva på 1 500 m och bröt loppet på 5 000 m i Chamonix. Fyra år senare kom han sjua på 500 m och tolva på 1 500 m.